# Konstantin Rokossovski
Konstantin Konstantinovitsj Rokossovski (Russisch: Константин Константинович Рокоссовский; Pools: Konstanty Rokossowski) (Warschau/Velikije Loeki, 21 december 1896 – Moskou, 3 augustus 1968) was een Sovjet en Pools maarschalk en Pools minister van Defensie.

## Levensloop
Zijn geboortedorp is onbekend. Sommige bronnen stellen dat hij geboren is in Warschau, anderen dat het Velikije Loeki bij Pskov in Noord-Rusland was en dat zijn familie kort daarna verhuisd is naar Warschau.
De familie Rokossowski was een Poolse adellijke familie die vele cavaleristen voortbracht. Zijn adellijke afkomst werd in de Sovjet-Unie verzwegen. Men legde de nadruk op het feit dat Konstantins vader een spoorwegarbeider in Rusland was. De moeder van Rokossovski was etnisch Russisch.
Hij werd met veertien jaar een wees en moest werken om in zijn levensonderhoud te voorzien. Hij begon in een sokkenfabriek. Later werd hij leerling-steenhouwer. Dit feit zou de communistische regering gebruiken als propaganda. Beweerd werd dat Rokossovski geholpen had om Warschaus Poniatowskibrug te bouwen. Rokossovski besloot om zijn naam te russificeren. Hij veranderde het patroniem Ksaverovitsj in Konstantinovitsj. Hij hoopte dat deze verandering zijn carrière in de Sovjet-Unie zou vergemakkelijken.

## Vroege militaire carrière
Toen de Eerste Wereldoorlog uitbrak in 1914, ging Rokossovski bij het Russische leger. Hij diende als een officier in bij de dragonders. In 1917 werd hij lid van de Bolsjewistische Partij en kort daarna het Rode Leger. Tijdens de Russische Burgeroorlog werd hij commandant. Tijdens campagnes tegen het Witte Leger van Aleksandr Koltsjak kreeg Rokossovski de hoogste militaire decoratie, de Orde van de Rode Banier.
Na de Russische Burgeroorlog studeerde Rokossovski aan de Militaire Academie M.V. Froenze en werd een cavaleriebevelhebber in het Rode Leger. Tijdens de jaren '20 werd zijn divisie gestationeerd in de Mongoolse Volksrepubliek. In 1929 nam hij met instemming van de Chinese overheid deel aan het verdedigen van de Chinese Oostelijke Spoorweg tegen krijgsheren. In de vroege jaren 30 was Rokossovski een van de eerste om zich de mogelijkheden van een gepantserde aanval te realiseren. Hij pleitte voor een sterke gepantserde kern voor het Rode Leger. Het verdedigen van dit idee bracht hem in conflict met veel van de bevelhebbers van de oude stempel, vooral Semjon Boedjonny, die nog steeds liever cavalerietactieken zag. Het was wegens dit dat hij beschuldigd werd tijdens de Grote Zuivering.

## Grote Zuivering
Rokossovski behield het opperbevel tot 1937, toen hij tijdens de Grote Zuivering van Jozef Stalin van "verbindingen met buitenlandse intelligentia" beschuldigd werd, waarbij zijn Poolse afkomst een grote rol speelde. De NKVD had Rokossovski op beschuldiging van spionage voor Polen gearresteerd. Hij werd geslagen door ondervragers. Hij werd voor een speciale krijgsraad gebracht en daar werd hem verteld dat het bewijs van zijn schuld de verklaring van Adolf Joesjkevitsj was.
- "Kunnen doden bewijsmateriaal geven?" vroeg Rokossovski.
- "Wat bedoelt u?"
- "Wel, Adolf Kazimirovitsj werd gedood in 1920 in Perekop", antwoordde Rokossovski. Hij vertelde aan de ondervrager dat hij met hem diende, maar vergat zijn dood te vertellen.
Dit redde blijkbaar het leven van Rokossovski, maar hij werd veroordeeld om in een arbeidskamp te dienen, waar hij tot maart 1940 bleef. In deze periode liep hij een aantal verwondingen op vanwege de mishandelingen in de gevangenis. Toen werd hij zonder verklaring vrijgelaten. Rokossovski’s eerste commando was in Sotsji aan de kust van de Zwarte Zee. Na een kort gesprek met Stalin kreeg hij de rang van een Korpsbevelhebber in Kiev.

## De Tweede Wereldoorlog

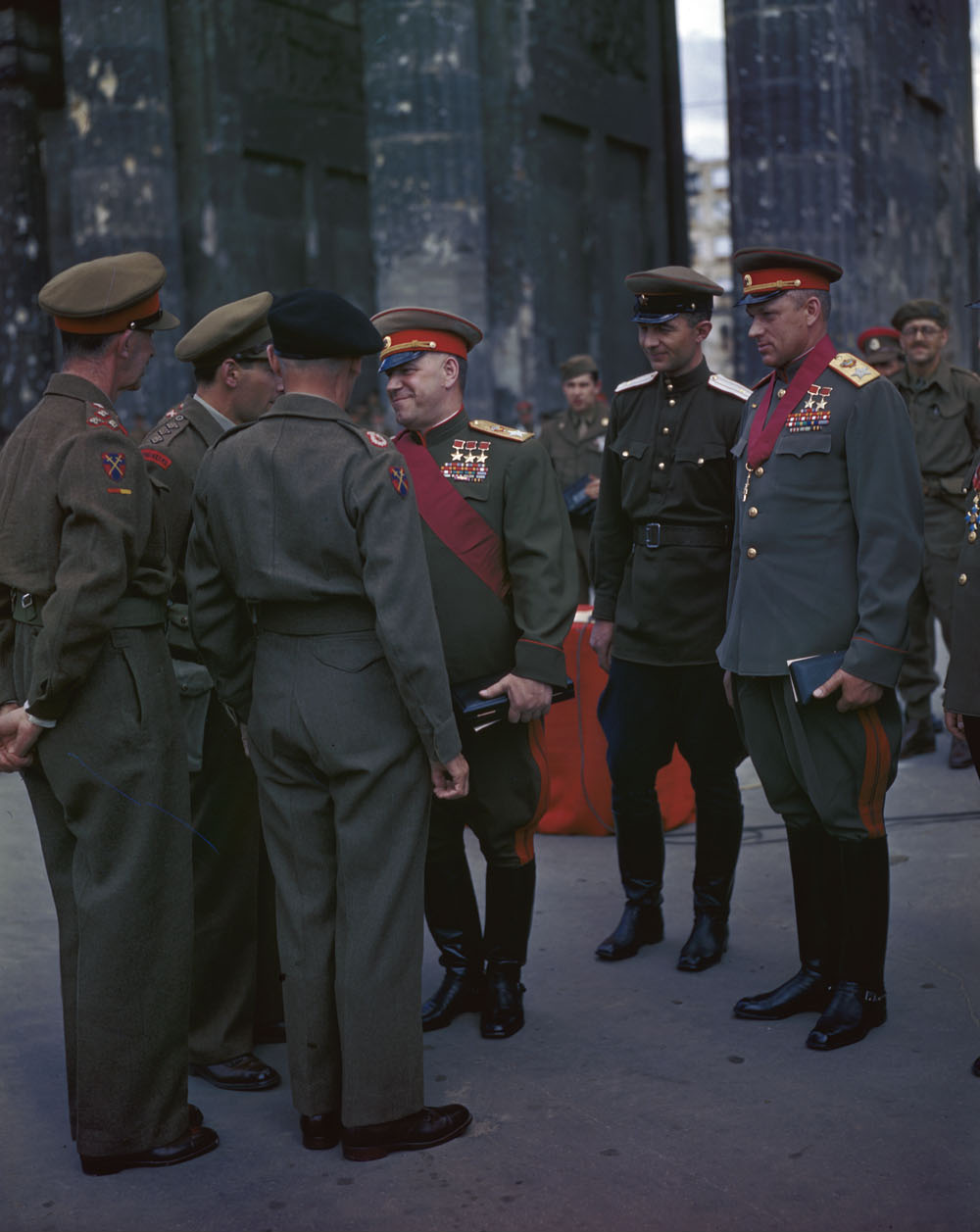
Konstantin Rokossovski rechts te Berlijn in 1945

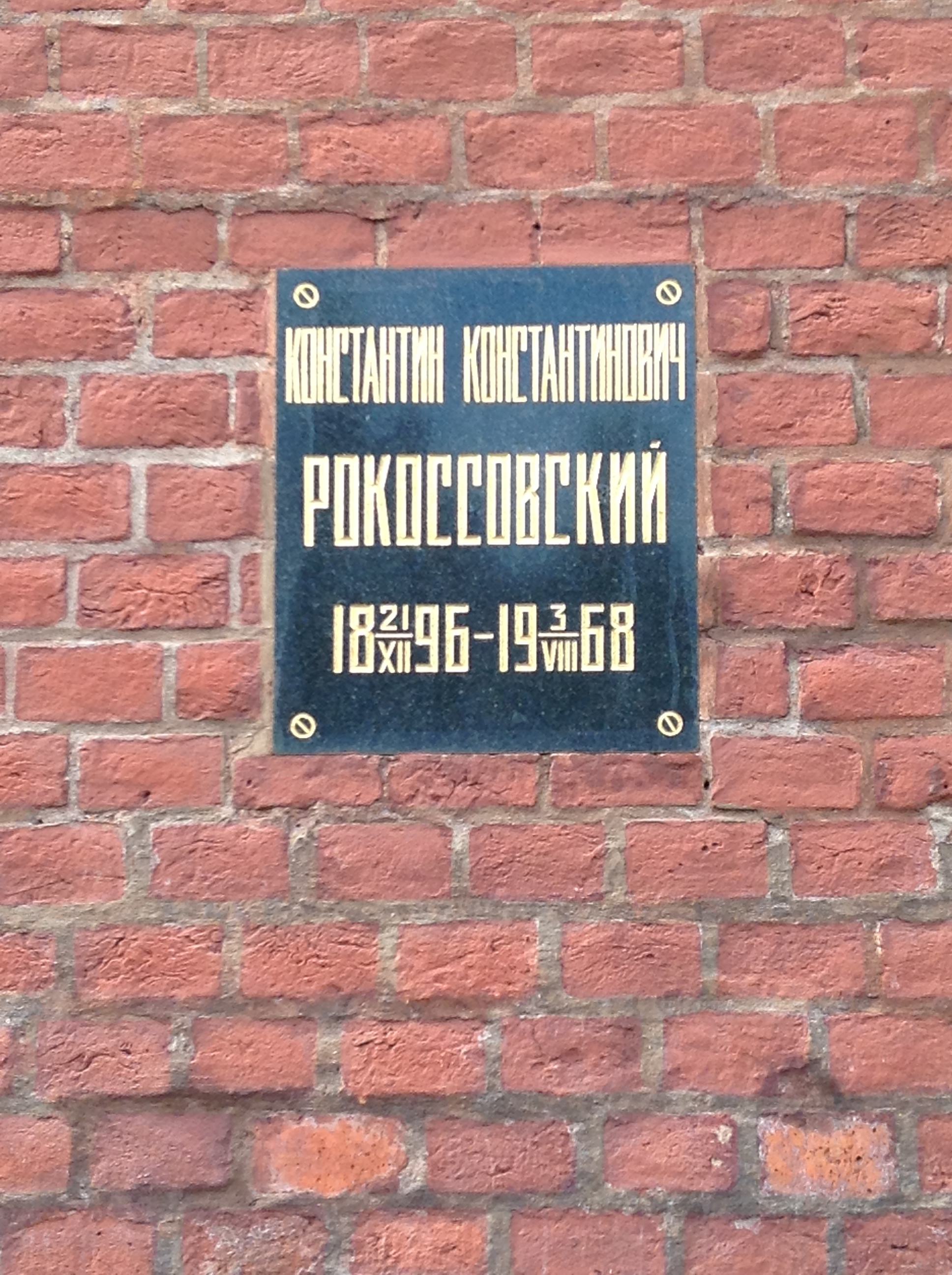
De urn met as van Rokossovski is bijgezet in de Kremlinmuur-necropolis

Toen de Duitse inval begon in juli 1941, werd Rokossovski commandant van het 16e Leger, gestationeerd bij Smolensk. Tijdens de bittere gevechten in de winter van 1941 speelde Rokossovski een belangrijke rol in de verdediging van Moskou.
Begin 1942 werd Rokossovski overgeplaatst naar het Brjansk Front. Hij commandeerde de rechterflank van het Sovjetleger bij de terugtocht naar de Don en Stalingrad. Tijdens de Slag om Stalingrad commandeerde Rokossovski het Don Front en leidde de noordelijke vleugel van Sovjetaanval om het 6e Leger (Wehrmacht) van Friedrich Paulus te omsingelen en vervolgens te vernietigen. In 1943 werd hij bevelhebber van het Centraal Front. In datzelfde jaar leidde Rokossovski met succes defensieve acties bij Koersk, en leidde toen de aanval ten westen van Koersk die de laatste belangrijkste Duitse aanval aan het Oostfront versloeg. Daarna werd hij overgeplaatst naar het 1e Wit-Russische Front, dat hij commandeerde tijdens de Sovjetaanval door Wit-Rusland en Polen. Hij voerde Operatie Bagration aan, die de Sovjetlegers in 1944 aan de oostoever van de Wisla tegenover Warschau bracht. Hiervoor kreeg hij de titel Maarschalk van de Sovjet-Unie.
Tijdens de voorbereiding van Operatie Bagration, was Rokossovski het oneens met Stalin. Stalin vroeg een aanval op één zwaartepunt, terwijl Rokossovski in twee sectoren wilde aanvallen. Stalin gaf Rokossovski de opdracht om zich terug te trekken en erover na te denken. Dit herhaalde zich drie keer, maar telkens als de bevelhebber terugkeerde gaf hij hetzelfde antwoord: "twee fronten Kameraad Stalin, twee fronten." Na de derde keer zweeg Stalin, liep naar Rokossovski en legde een hand op zijn schouder. De gehele ruimte had verwacht dat Stalin Rokossovski zou degraderen door de epaulet van zijn schouder te trekken, maar in plaats daarvan zei Stalin: "Uw vertrouwen spreekt voor uw correct oordeel", en gaf bevel om de aanval volgens het plan van Rokossovski uit te voeren. De slag was succesvol en de reputatie van Rokossovski was verzekerd. Er waren maar weinig mensen, die Stalin durfden tegen te spreken en gezien het verleden van Rokossovski was dit incident opmerkelijk en zijn handelen buitengewoon moedig.
Terwijl de troepen van Rokossovski halt hielden op de oevers van de Weichsel, brak in Warschau de Opstand van Warschau (augustus – oktober 1944) uit, geleid door het Poolse Armia Krajowa dat door de Poolse regering in ballingschap in Londen werd geleid. Aangezien het Armia Krajowa de bedoeling had om de stad te bevrijden voor de aankomst van de Sovjetlegers en zo te verhinderen dat er een communistische regering kwam, beval Stalin Rokossovski om Warschau niet aan te vallen, bevelen die hij opvolgde. Nadat de opstand door de Duitsers was neergeslagen nam het Rode Leger Warschau in januari 1945 alsnog in. Rokossovski werd hierna overgeplaatst naar het 2e Wit-Russische Front. Dit Front marcheerde door Oost-Pruisen en noordelijk Polen tot aan de monding van de Oder. Begin april schudde hij de hand van de Britse maarschalk Bernard Montgomery in Noord-Duitsland terwijl Zjoekov en Ivan Konev de Slag om Berlijn leverden.

## Na de Tweede Wereldoorlog
Na het einde van de oorlog bleef Rokossovski bevelhebber van de Sovjettroepen in Noord-Polen en Duitsland. In oktober 1949 werd Rokossovski, op eigen verzoek, Pools Minister van Nationale Defensie met als extra titel 'Maarschalk van Polen'. In 1952 werd hij Voorzitter van de Afvaardiging van de Raad van Ministers van de Volksrepubliek Polen. Hoewel Rokossovski van naam Pools was, had hij al 35 jaar niet meer in Polen gewoond. Zelf heeft hij zich echter altijd Pools beschouwd en in alle Sovjet-enquêtes gaf hij 'Pool' als etniciteit aan.
De meeste Polen beschouwden hem als een agent van Stalin, vooral omdat hij slecht Pools sprak, hij beval Poolse militairen zelfs om hem in het Russisch aan te spreken. Zoals Rokossovski het zei:

In Rusland ben ik Pool, in Polen ben ik Rus.

Hij was verantwoordelijk voor vervolging van de onafhankelijkheidsbeweging in Polen en introduceerde de strafkampen voor de Poolse militairen die uit "onsocialistische" families kwamen. Hij dwong hen tot dwangarbeid in uranium- en steenkoolmijnen.
Hij werkte hard om het Poolse leger een goede structuur te geven, vooral op het vlak van Parachutisten en marine. Tijdens de protesten van 1956 tegen de Sovjetbezetting, keurde Rokossovski het bevel goed om militaire eenheden tegen de demonstranten in te zetten. Volgens officiële schattingen werden als resultaat van deze actie 74 mensen gedood. Toen de Communistische hervormers probeerden aan de macht te komen, ging Rokossovski naar Moskou en probeerde Nikita Chroesjtsjov te overtuigen om militaire actie tegen Polen te ondernemen. Nadat de hervormers begonnen te onderhandelen met Moskou, verliet Rokossovski Polen. Hij keerde naar de Sovjet-Unie terug, die hem in ere herstelde. In juli 1957 benoemde Nikita Chroesjtsjov hem tot Afgevaardigde van de minister van Defensie van de Sovjet-Unie en commandant van het militair district Noord-Kaukasus. In 1958 werd hij inspecteur van het ministerie van defensie, een post die hij tot zijn pensionering in april 1962 bezette. Hij stierf in augustus 1968, op de leeftijd van 71 jaar, werd gecremeerd en de urn met zijn as is bijgezet in de Kremlinmuur-necropolis op het Rode Plein in Moskou.

## Militaire loopbaan
- Vrijwilliger: 1914[3]
- Onderofficier:[3]
- Generaal-majoor (Генерал-майор): 4 juni 1940[3]
- Luitenant-generaal (Генерал-лейтенант): 14 juli 1941 - 11 september 1941[3]
- Kolonel-generaal (Генерал-полковник): 15 januari 1943[3]
- Legergeneraal (Генерал армии): 28 april 1943
- Maarschalk van de Sovjet-Unie (Маршал Советского Союза): 29 juni 1944[3]
- Maarschalk van Polen (Marszałek Polski): 2 november 1949

## Onderscheidingen

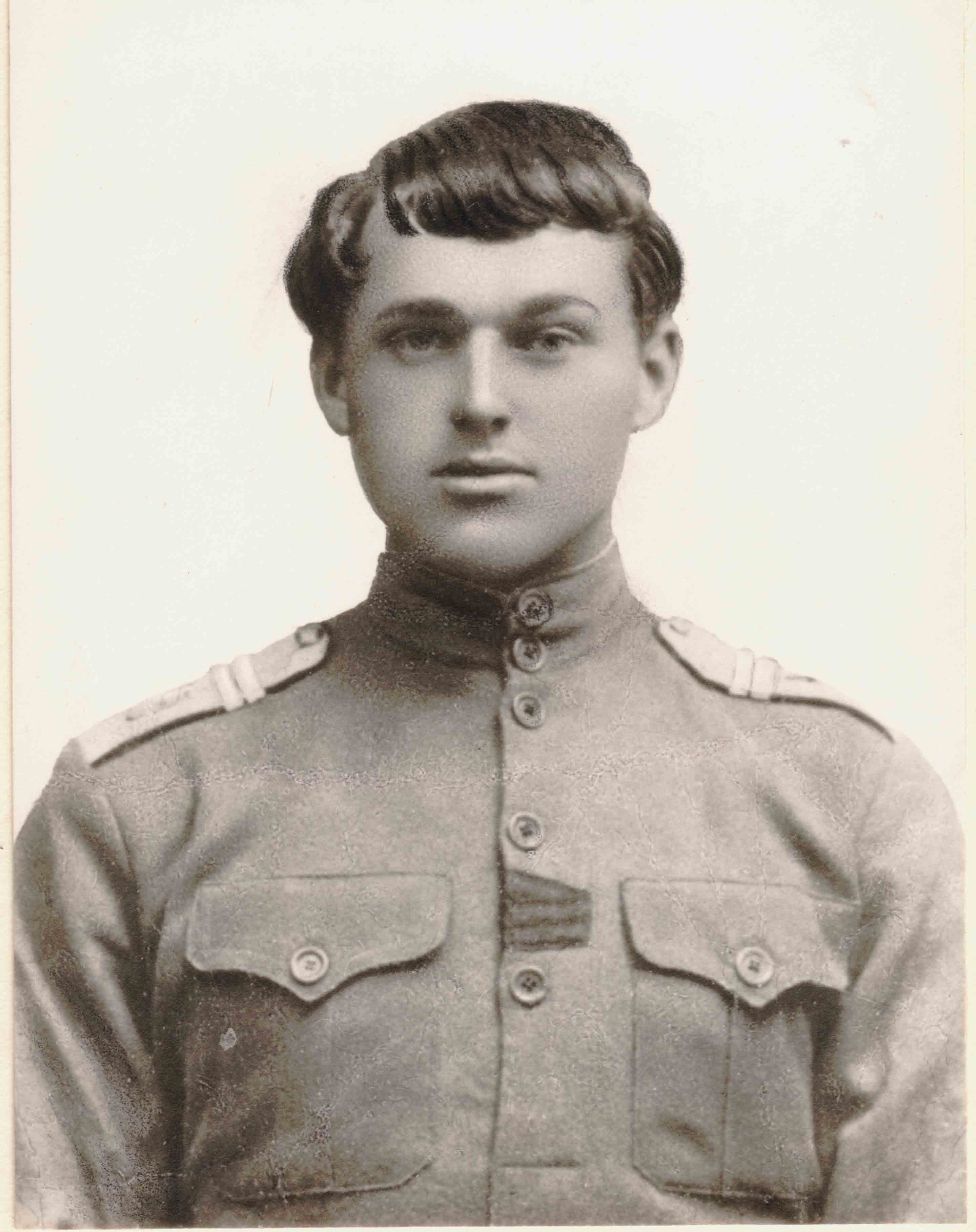
Foto uit 1916 met het lint van het Sint-Georgekruis

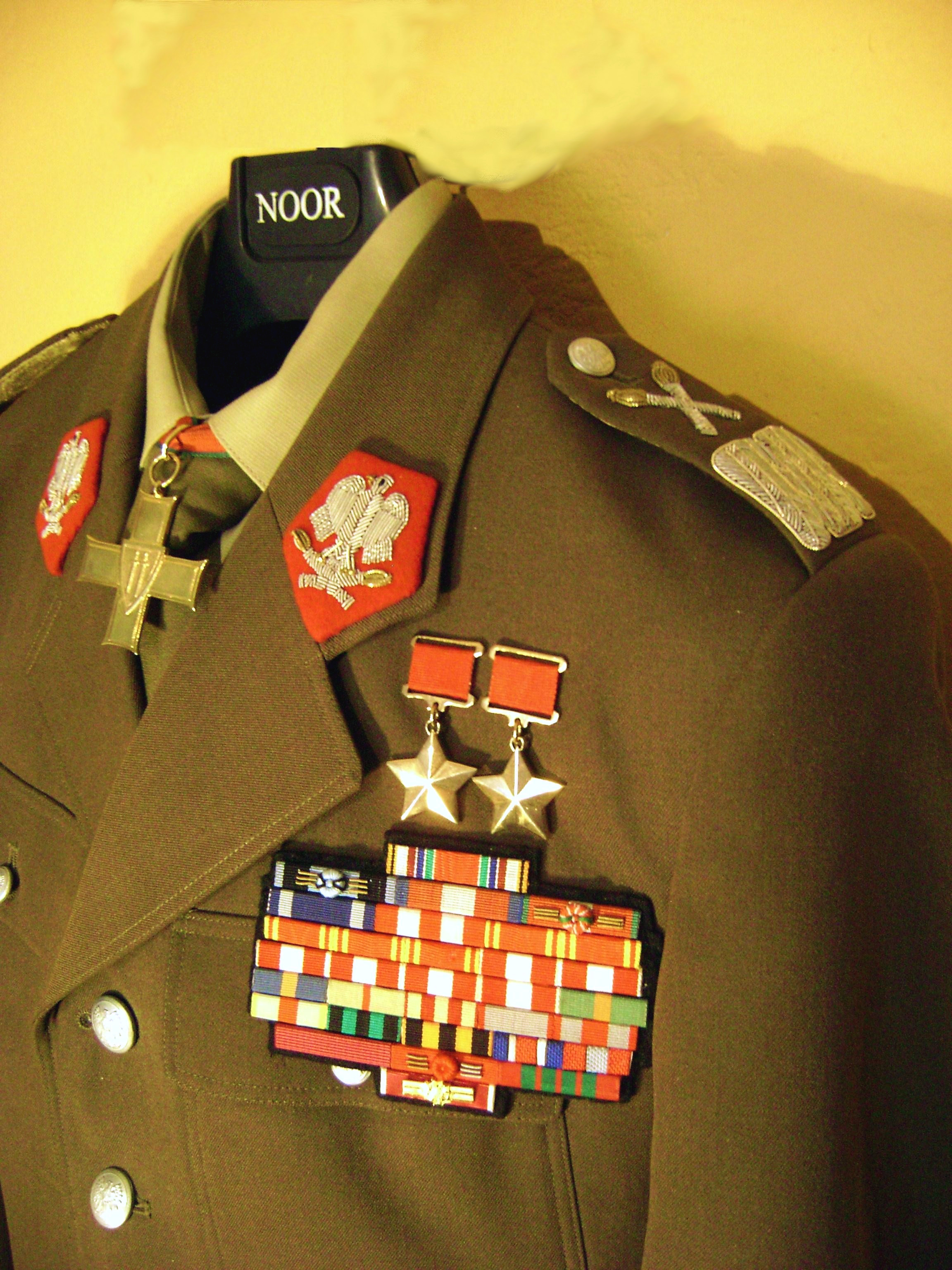
Pools uniform, om de hals het Poolse Kruis van Grunwald

### Keizerrijk Rusland
- Viermaal het Sint-Georgekruis, een onderscheiding voor dapperheid die Konstantin Rokossovski al ten tijde van de Tsaar verwierf. Het bezit van alle vier de klassen maakte hem een "Cavalier van Sint-George" (Russisch: "кавалерами Георгиевского" of "Полний Георгиевский кавалер").

### Sovjet-Unie
- Tweemaal Held van de Sovjet-Unie op 29 juli 1944[1] en 1 juni 1945[1][3]
- Orde van de Overwinning, een met diamanten en robijnen versierde ster op 30 maart 1945[1][3]
- Zevenmaal de Leninorde tussen 1936, 2 januari 1942[1], 29 juli 1944[1], 21 februari 1945[1], 1966
- Orde van de Oktoberrevolutie
- Zesmaal de Orde van de Rode Banier op 22 juli 1941[1], 3 november 1944[1]
- De Orde van Soevorov Ie Klasse in platina op 28 januari 1943[1]
- De Orde van Koetoezov Ie Klasse in platina en goud op 27 augustus 1943[1]
- De Maarschalkster op 29 juni 1944[1]

en meerdere medailles

### Polen
- Orde van de Bouwers aan het Polen van het Volk
- Grootkruis met Ster in de Orde Virtuti Militari van Polen
- De Orde van het Kruis van Grunwald Ie Klasse

### Andere landen
- Ere Ridder Commandeur in de Militaire Divisie van de Orde van het Bad (Verenigd Koninkrijk) op 12 juli 1945[1]
- Grootofficier in het Legioen van Eer van Frankrijk
- Het Oorlogskruis van Frankrijk
- Chief Commander van het Legioen van Verdienste van de Verenigde Staten
- De Orde van Suha Bator van Mongolië
- De Orde van de Rode Banier van Mongolië
- De Medaille voor "Sino-Sovjet vriendschap" van de Volksrepubliek China

- Bibsys: 90182974
- Biblioteca Nacional de España: XX4660399
- Bibliothèque nationale de France: cb15046245n (data)
- Catàleg d'autoritats de noms i títols de Catalunya: 981058613237306706
- CiNii: DA07152663
- Gemeinsame Normdatei: 118602314
- International Standard Name Identifier: 0000 0001 1567 7186
- Library of Congress Control Number: n80109204
- Nationale Bibliotheek van Letland: 000226675
- National Archives and Records Administration: 10569066
- Nationale Bibliotheek van Tsjechië: js20020925265
- Nationale bibliotheek van Australië: 35459931
- Nationale Bibliotheek van Israël: 987007276158105171
- Nationale Bibliotheek van Polen: a0000001182816
- Nationale en Universitaire bibliotheek Zagreb: 000184393
- Nederlandse Thesaurus van Auteursnamen: 069880581
- LIBRIS: 238239
- Système universitaire de documentation: 123171776
- Trove: 960571
- Virtual International Authority File: 39662172
- WorldCat: E39PBJvMymYXxhFJHbPww8jKVC